# Sycoscapter anceps
Sycoscapter anceps är en stekelart som beskrevs av Wiebes 1981. Sycoscapter anceps ingår i släktet Sycoscapter och familjen fikonsteklar. Inga underarter finns listade i Catalogue of Life.